# Sittor
Sittor is een Nederlands historisch merk van scooters. Het bedrijf was gevestigd aan de Hartelustlaan in Bloemendaal. Waarschijnlijk begon de productie van deze zeer eenvoudige scooter rond 1947.
Ondanks dat de naam een van oorsprong Canadees ontwerp doet vermoeden, wijst het gebruik van een Oostenrijks Fuchs-tweetaktmotortje toch eerder op een Nederlands product (deze motorblokjes werden door diverse Nederlandse producenten toegepast). Ook is een krantenknipsel gevonden waarin met betrekking tot deze scooter wordt geschreven:”Ook in Nederland worden thans scooters vervaardigd”.
Verder wordt er een vermogen van 1 pk, een topsnelheid van 40 km/uur en een brandstofverbruik van 1 liter op 80 km opgegeven.
Omdat er verder niets over deze Nederlandse scooter bekend is kan de productie niet lang geduurd hebben.